# خطاب 18 يونيو 1940

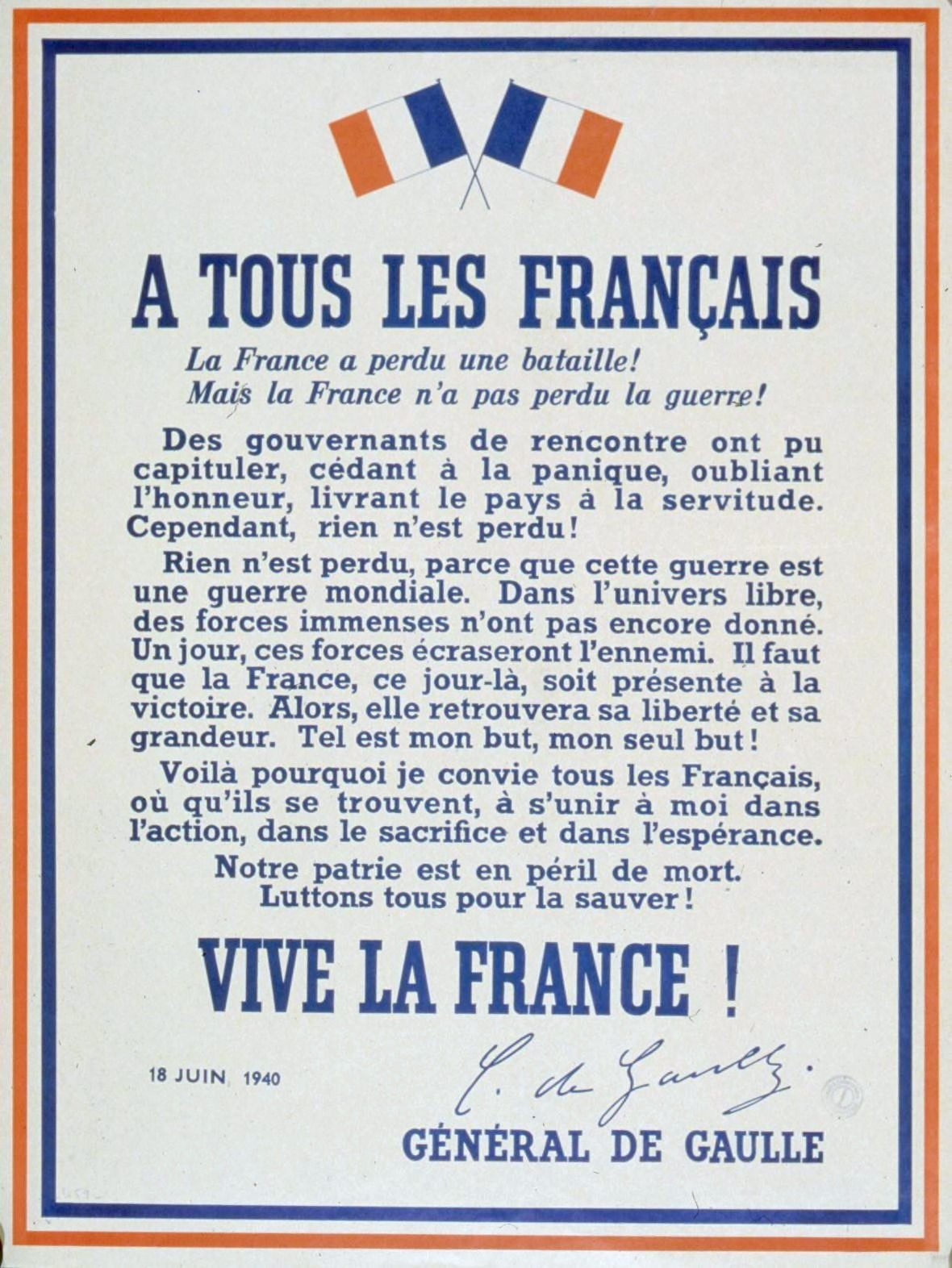
ملصق "إلى كل الفرنسيين" À tous les Français الذي يماثل خطاب 18 يونيو للجنرال شارل ديغول

خطاب 18 يونيو (جوان) هو أول خطاب من قبل الجنرال شارل ديغول عبر إذاعة لندن الفرانسية بي بي سي في لندن بتاريخ 18 يونيو 1940، دعا فيه إلى عدم وقف القتال ضد ألمانيا النازية حيث قال إنها الحرب العالمية الثانية. هذا الخطاب لم يسمعه الكثيرون وقت قوله لكنه نشر في الصحافة الفرنسية التي نشرته في اليوم التالي وبثتها محطات الإذاعة الأجنبية ويعتبر هذا الخطاب المؤسس للمقاومة الفرنسية الداخلية والخارجية التي تتمثل في قوات فرنسا الحرة، ولا يزال هو رمز هذه المقاومة.

## التاريخ
وصل شارل ديغول إلى لندن في 17 يونيو 1940 مع نية التفاوض مع بريطانيا حليفة فرنسا، بعد أن وصف خطته لبول رينو.و التقى رئيس الوزراء ونستون تشرشل، في فترة ما بعد الظهر.عرض ديغول خطته للكفاح للحفاظ على فرنسا من الاستسلام التي أعلنته حكومة بوردو.وأعرب عن رغبته بالأدلاء عبر الراديو لإسقاط الاستسلام.و وافق تشرشل من حيث المبدأ، ووفر هيئة الإذاعة البريطانية بي بي سي.
في مساء يوم 17، وصل صدى خطاب المارشال فيليب بيتان رئيس الحكومة الفرنسية الجديدة إلى لندن الذي أعلن عن نيته السعي للحصول على توقيع العدو على الهدنة. تشرشل وديغول توافقا بناء على ذلك للتحدث في اليوم التالي على الهواء في الإذاعة، لكن ونستون تشرشل لن يتحدث نزولا عند رغبة بعض الوزراء.
في فترة ما بعد الظهر من 18 يونيو، إليزابيث دو ماريبال الكتابة كتبت نص خطاب الجنرال ديغول الذي كتبه في مسودته الأولى في 17 حزيران في بوردو في الصباح. ديغول قرأ خطابه من على موجات الإذاعة بي بي سي في الساعة 18 بالتوقيت المحلي للندن يوم 18 يونيو 1940.الخطاب هو دعوة لمواصلة القتال جنبا إلى جنب مع الحلفاء البريطانيين.بالنسبة للجنرال ديغول، معركة فرنسا والتي بالتأكيد قد فاز بها الألمان، لا تعني نهاية الحرب لأن "هذه الحرب هي حرب العالمية"،حيث فرنسا يمكنها الاعتماد على القوة الصناعية لحلفائها بما في ذلك الولايات المتحدة الأمريكية.بعد التحدث إلى الجنود الفرنسيين، أنهى ديغول رسالته بالدعوة إلى "المقاومة"، الذي قال "لا ينبغي أن نقف ولن نقف"، ليدخل هذه الكلمات إلى المفردات السياسية للقرن العشرين.
خطاب 18 يونيو سمع في بعض الأراضي الفرنسية وبريطانيا لكن الصحف المحلية الفرنسية نشرتها بعد يوم مثل صحيفة Le Petit Marseillais وصحيفة Le Progrès de Lyon وصحيفة Paris-Soir وصحيفة لو فيغارو.
خطاب 18 يونيو كان هو بداية حركة فرنسا الحرة، والذي يتألف فقط من المتطوعين (في البداية قليلة جدا)،و كان يقاتل في البر والبحر والجو مع البريطانيين ويواجه نظام فرنسا فيشي.

## المتغيرات
تم نشر الخطاب في ملصقات ونشره وتلصيقه على الجدران في بريطانيا ونشر بعد ذلك في صحيفة قوات فرنسا الحرة.
تم تصوير الجنرال شارل ديغول وهو يقوم بخطاب مماثل لنداء 18 يونيو ولكنه مخالف قليلا عنه لأغراض تاريخية ولعرضه في الأخبار والسنيما.
يوجد بعض الصور للجنرال ديغول وهو أمام راديو بي بي سي ولكنه لا يوجد تاريخ محدد له.

## الذاكرة

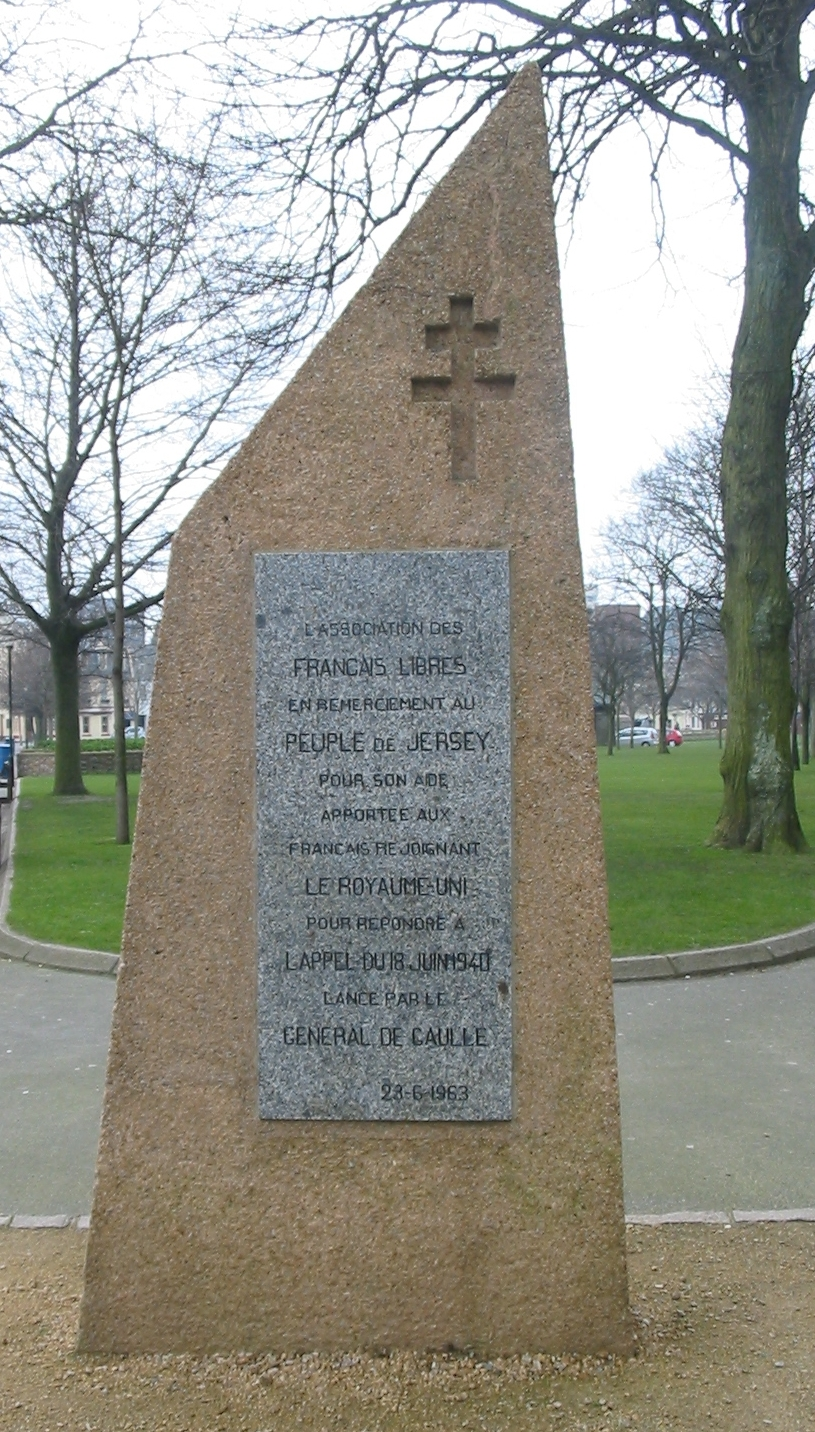
نصب تذكاري في جيرزي في قنال المانش من قبل قوات فرنسا الحرة لمساعدة أهالي المدينة لهم أثناء عبورهم للمانش بعد نداء شارل ديغول

يوم 18 يونيو 2005 تم إدراج خطاب 18 يونيو في السجل الدولي لذاكرة العالم من قبل اليونسكو وهذا السجل يتم حفظ فيه كل سجلات التارخية منذ سنة 1992.
يوم 10 مارس 2006 أعلن أن يصبح يوم 18 يونيو عيد وطني في فرنسا لا عمل فيه <<في ذكرى النداء التاريخي للجنرال ديغول الذي رفض الهزيمة مع ومواصلة الكفاح ضد العدو>>.
وقد صدرت عدة طوابع تذكارية من قبل مركز البريد الفرنسي:
- طابع بريدي ب20 سنتيم فرنسي بسبب الذكرى 20 لخطاب ديغول سنة 1960.
- طابع بريدي سنة 1964.
- طابع بريدي سنة 1990 بمناسبة الذكرى 50 للخطاب.
- طابع بريدي سنة 2010 بمناسبة الذكرى 70 للخطاب.

كذلك قد صدرت عدة عملات تذكارية من قبل مركز عملة باريس:
- قطع نقدية تذكارية تقدر ب500 فرنك فرنسي (ذهب) وقطع نقدية تذكارية تقدر ب100 فرنك فرنسي (فضة) في 1994.
- قطعة نقدية تذكارية تقدر ب2 يورو فرنسي بمناسبة الذكرى 70 للخطاب في 2010.

## مقالات ذات صلة
- شارل ديغول
- قوات فرنسا الحرة
- فرنسا الفيشية
- الحكومة المؤقتة للجمهورية الفرنسية (1944 -1946)

## وصلات خارجية
- www.appeldu18juin70eme.org الموقع الرسمي للاحتفال بالذكرى 70 لخطاب ديغول 18 يونيو.
- النص الإنكليزي للخطاب